# Новая Юровка
Новая Юровка (укр. Нова Юрівка) — село на Украине, находится в Радомышльском районе Житомирской области.
Код КОАТУУ — 1825084404. Население по переписи 2001 года составляет 176 человек. Почтовый индекс — 12254. Телефонный код — 4132. Занимает площадь 0,796 км².

## Адрес местного совета
12254, Житомирская область, Радомышльский р-н, с. Кичкири, ул. Центральная, 165